# Antoinette Buckinx-Luykx
Antoinette Buckinx-Luykx (Lommel, 4 augustus 1903 - oktober 1983), pseudoniem A. Brastad, was een Belgisch schrijfster van onder andere hagiografieën, sprookjes, dichtbundels, romans en allerhande artikelen.

## Biografie
Antoinette Luykx werd op 4 augustus 1903 geboren in Lommel als een van negen kinderen. Eén van haar jongere broers was Theo Luykx. Na haar middelbare school studies trouwde ze op haar 23ste levensjaar in 1926 met de geneesheer dr. Buckinx. Met hem kreeg ze tien kinderen, van wie de oudste (Stijntje) overleed op 8-jarige leeftijd en het tweede kind stierf toen het 4 maanden oud was. 
Ze richtte in 1947 het tijdschrift Branding op en een jaar later werd ze ook oprichter van Kunstenaars voor de jeugd. Ze schreef daarnaast ook nog in de Jeugdlinie en in 1955 werd ze oprichter van Jong Kultuurleven. Antoinette Buckinx-Luykx ontving de eretekens van Ridder in de Leopoldsorde, in de Orde van Leopold II en in de Kroonorde.

## Werken
Tussen 1928 en 1975 schreef Antoinette Buckinx-Luykx 12 dichtbundels, 27 romans, verhalen en biografieën, 4 prozawerken en 8 jeugd- en kinderboeken. Ze schreef ook mee aan verschillende periodieken, tijdschriften en uitzendingen van BRT2 Limburg. Haar werken werden vertaald in het Duits, Esperanto, Frans, Italiaans en Spaans.

### Dichtbundels
- Verzekens uit de Heide, 1928.
- Liefde-gedichten, 1930.
- Stille uren, 1934.
- Moeder, 1938.
- Liederen aan de liefde, 1942.
- Milde zomer, 1950.
- De weg naar de ontmoeting, 1950.
- Het lied van de herfst, 1956.
- Een draad door de tijd, 1968.
- Veertien verzen voor Stijntje, 1971.
- De dag wordt kort, 1975.
- Krans voor een dode, 1981.

### Romans
- De roman van een edelvrouwe, 1946.
- De bevrijdende sprong, 1953.
- De jaloerse god, 1955.
- De Dialoog, 1963.
- Het derde deel, 1969.
- Vrees niet, Ik ben het, 1970.

### Historische romans
- De roman van een moeder, 1954.
- Ignatius, de ridder, 1956.
- Ignatius, de heilige, 1959.
- Het licht van de kandelaar, 1962.
- Monica, 1967.
- Een licht in Auschwitz, 1969.
- Zo zie ik Poppe, 1972.

### Sprookjes
- Het reisje naar de hemel, 1936.
- Het wonderbare sprookje, 1941.
- Het waren twee coninckskinderen, 1942.
- Het Blinde prinsesje, 1948.
- Het land van de schoonheid, 1951.
- Witte Merel, 1975.

### Pedagogische verhandelingen
- Het grote leven, 1944.
- Liefde en huwelijk, 1945.
- Beschouwing en Apostolaat, 1963.
- Man en vrouw in de samenleving, 1970.

### Verder
- In memoriam Stijntje, 1936 (proza)
- De lange weg, 1938 (novelle)
- Het huis van mijn vader, 1951 (proza)
- De ontmoeting, 1955 (verhaal)
- Pedro Claver, 1956
- Het mateloze hart, 1959
- Pater Kolbe, 1960 (brochure)
- Isaac Newton, 1963 (biografie)
- Maan en soep, 1963 (dagboek van een verliefd meisje)
- Don Bosco, 1965 (biografie)
- Een paus voor onze tijd, 1974 (het leven van Paulus VI)
- Het huis van mijn jeugd, 1975
- Verborgen grootheid, 1975 (het leven van het Paterke van Hasselt)

## Prijzen
- 1943: Letterkundige Prijs van de Vlaamse Provincies voor het kinderboek voor de periode 1939-42 voor de verhalen Het Wonderbare Sprookje en Van Twee Conincskinderen.